# Mitsubishi i-Miev

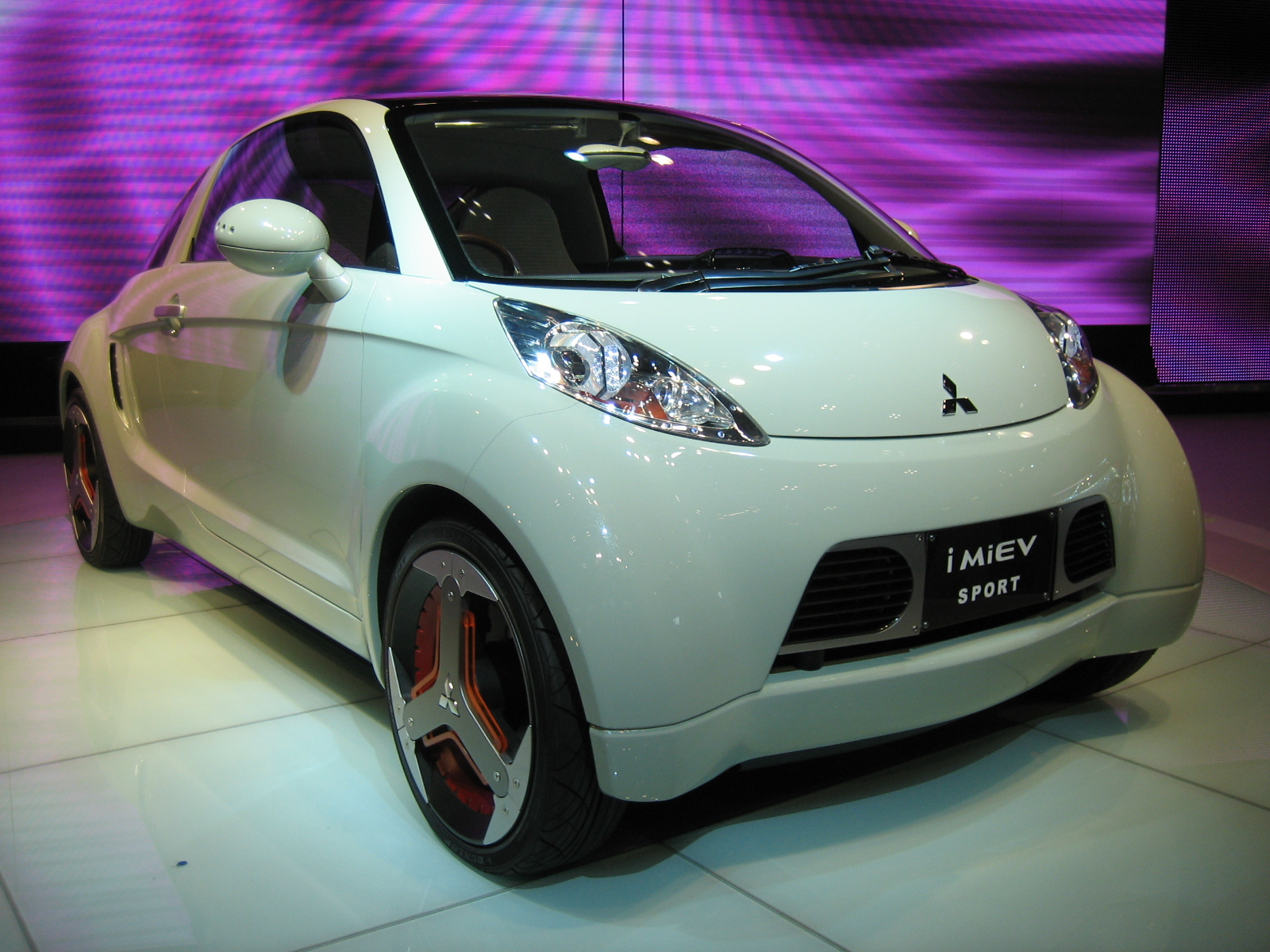
iMiEV sport på mässan i Tokyo

i-MiEV är en fyrsitsig serietillverkad elbil från Mitsubishi. Den drivs enbart av el genom lithium-jonbatterier. Bilen kan köras cirka 10 mil på en laddning och har en toppfart på 130 kilometer i timmen. Accelerationen är 30% snabbare än hos en konventionell personbil i körning i 40-60 km/h, eftersom det är fullt vridmoment från start. I samarbete med PSA Peugeot Citroën har bilen även saluförts som Peugeot iOn och Citroën C-Zero.
i-MiEV började säljas i Japan under 2009. Bilmodellen heter i och MiEV står för Mitsubishi innovative Electrical Vehicle. 
På bilmässan i Tokyo 2007 visade Mitsubishi Motors upp konceptbilen i-MiEV Sport, som introducerade en mer sportig look, med ett borttagbart glastak, och högre effekt för i-MiEV.
Consumer Reports utsåg denna bil (i-MiEV Sport) till årets sämsta nya el/hybridbil under 2017, de ansåg bland annat att bilen var underutvecklad, långsam och klumpig

## Historik

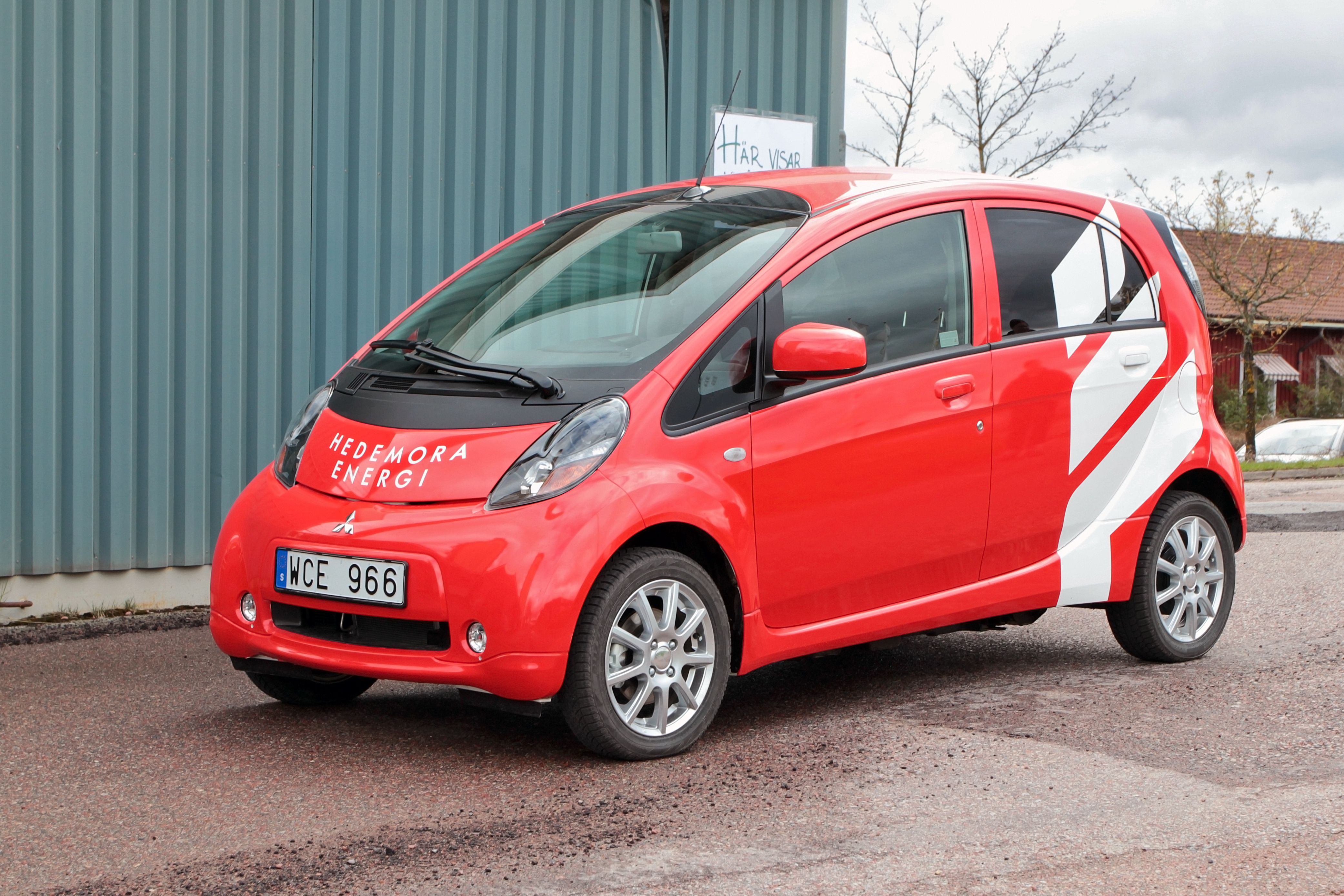
i-Miev, årsmodell 2011

Mitsubishi Motors har under fyra decennier jobbat med utveckling av utsläppsfria elfordon. Det första utvecklingsarbetet inleddes på 1960-talet och resulterade i det första Mitsubishi Motors-byggda elfordonet 1971. Bilen, Minica EV, drevs av ett traditionellt blybatteri, och Mitsubishi försåg elbolag och statsförvaltning med omkring 150 fordon för provkörning.
Ett antal mer sofistikerade bilar följde under 1980- och 1990-talet. De största framstegen gjordes, i och med introduktionen av de lättare och mer effektiva litium-jonbatterierna, i början av det nya århundradet.

## Teknik
i-MiEV kan laddas från ett vanligt vägguttag eller på allmänna laddningsstationer. Det tar ca 6-7 timmar att ladda i-MiEV med 230V vid 15A. 
i-MiEV har en elmotor som förbrukar ungefär 1 kWh/mil, som drivs av ett aggregat med litium-jonbatterier. Varje batteriaggregat består av 22 moduler med fyra celler i varje, det vill säga 88 celler totalt. 